# Костогриз звичайний
Костогри́з звича́йний або костогри́з (Coccothraustes coccothraustes) — птах родини в'юркових. В Україні осілий, кочовий, перелітний птах.

## Морфологічні ознаки
Завбільшки з шпака. Легко визначається в природі по великій голові, масивному товстому дзьобові та своєрідному забарвленню: верх голови і спина коричневі, шия сіра, низ тіла бурувато-рожевий, на горлі добре помітна чорна пляма, а на чорних крилах і хвості — білі плями (особливо добре вони виділяються в польоті). У самки забарвлення не таке яскраве, все оперення з сірувато-зеленим відтінком. Маса тіла 48—62 грам, довжина тіла близько 18 см.

## Поширення та чисельність
Костигриз широко поширений по всій Євразії (від Британських островів до Японії та Аляски), однак, зазвичай, не заходить далеко на північ і північний схід. На південь, гніздовий ареал охоплює Крим, Кавказ; в Сибіру доходить на схід до Японії. Під час міграцій досягають Марокко, Алжиру, Туреччини.
В Україні гніздиться майже на всій території, крім Присивашшя та рівнинного Криму; мігрує і зимує скрізь.
Чисельність в Європі дуже велика, оцінена в 2,4—4,2 млн пар, в Україні — 345—460 тис. пар.

## Розмноження
У гніздовий період тісно пов'язаний з широколистяною деревною рослинністю. Віддає перевагу старим, як затіненим, так і розрідженим лісам з перевагою широколистяних дерев (дуб, граб, клен, ясен). Зустрічається в дібровах, дубово-грабових, дубово-ясеневих, ялиново-широколистяних лісах. Деякі пари гніздяться у старих листяних парках в містах.
Гніздиться окремими парами. Гніздо розташовує на деревах, зазвичай на висоті 3—5 м, зрідка 2—2,5 м або до 15 м. Будує гніздо переважно на листяних деревах (дуб, граб, клен, липа, груша, береза, горобина), іноді на високих кущах (ліщина, глід). Розміщує його, як правило, в кроні дерева, біля стовбуру, в розгалуженні товстої гілки або на тонких гілках біля вершини дерева.
Гніздо у вигляді плоскої чаші. Його стінки та дно складені з сухих деревних гілочок та мають по верхньому краю включення з лишайників, інколи з суцвіть трав. Лоток вистелений порівняно тонким шаром дрібних корінців, нерідко смужками лика, стеблами трав з домішкою кінського волосся. 
Кладка складається з 4—6 (частіше 5) яєць, іноді з 3. Шкаралупа злегка блискуча, зеленувато-сірого або блідо-блакитнувано-зеленого кольору, вкрита рідкими темно- та оливково-бурими досить крупними поверхневими плямами та завитками. Глибока плямистість світло-сіра.
Свіжі кладки з'являються в травні. Насиджує кладку самка, у цій час її годує самець, воно триває 11—13 (частіше 12) діб.

## Живлення
Живиться кісточками черемхи та вишні, менш охоче поїдає горобину та бузину, а також насіння граба, клена, чортополоху, соняшника, букові горішки. Навесні живляться також бруньками та молодими пагонами, а влітку — комахами (голі гусениці метеликів, травневі хрущі тощо).

## Спів
Спів його – тріскучі й різкі звуки, які лунають іноді годинами. Цей птах завдає досить значної шкоди вишневим садкам. У неволі костогриз швидко звикає до свого оточення, не перебірливий у їжі, легко приручається, але небезпечний: коли він озлоблений, то люто кусає все, що потрапить під його міцний дзьоб.